# Silvina D’Elia
María Silvina D’Elia (ur. 25 kwietnia 1986) – argentyńska hokeistka na trawie. Srebrna medalistka olimpijska z Londynu.
W reprezentacji Argentyny zagrała 91 razy. Zawody w 2012 były jej pierwszymi igrzyskami olimpijskimi. Z kadrą brała udział m.in. w mistrzostwach świata w 2010 (tytuł mistrzowski) oraz kilku turniejach Champions Trophy (zwycięstwa w 2008, 2009, 2010, 2012 i 2014). Występuje w obronie.